# Развој светског рекорда на 3.000 метара за мушкарце
Први светски рекорд у трци на 3.000 метара у мушкој конкуренцији признат је од стране ИААФ на такмичењу 1912. године. Закључно са 13. новембром 2024. ИААФ је ратификовала 27 светских рекорда у овој дисциплини.
Актуелни светски рекордер на 3.000 метара на отвореном је Јакоб Ингебригтсен из Норвешке у времену 7:17,55 постигнут 25. августа 2024. на митингу у Хожову (Пољска).

### Пре ере ИААФ (до 1912)
| Време  | Такмичар                   | Датум         | Место              |
| ------ | -------------------------- | ------------- | ------------------ |
| 9:02,4 | Луј де Флерак (Француска)  | 19. 6. 1904.  | Париз, Француска   |
| 8:55,0 | Едвард Дал (Шведска)       | 27. 10. 1907. | Норћепинг, Шведска |
| 8:54,0 | Јон Сванберг (Шведска)     | 21. 8. 1908.  | Стокхолм, Шведска  |
| 8:49.6 | Jean Bouin (Француска)     | 11. 6. 1911.  | Коломб, Француска  |
| 8:48,5 | Ханес Колехмајнен (Финска) | 24. 9. 1911.  | Олункиле, Финска   |
| 8:46.6 | Брор Фок (Шведска)         | 24. 5. 1912.  | Стокхолм, Шведска  |

### Ера ИААФ (од 1912)
| Време   | Такмичар                         | Датум        | Место                          |
| ------- | -------------------------------- | ------------ | ------------------------------ |
| 8:36,8  | Ханес Колехмајнен (Финска)       | 12. 7. 1912. | Стокхолм, Шведска              |
| 8:33,2  | Јон Сандер (Шведска)             | 7. 8. 1918.  | Стокхолм, Шведска              |
| 8:28,6  | Паво Нурми (Финска)              | 27. 8. 1922. | Турку, Финска                  |
| 8:27,6  | Едвин Виде (Шведска)             | 7. 6. 1925   | Халмстад, Шведска              |
| 8:25,4  | Паво Нурми (Финска)              | 24. 5. 1926. | Берлин, Немачка                |
| 8:20,4  | Паво Нурми (Финска)              | 24. 5. 1926. | Стокхолм, Шведска              |
| 8:18,8  | Јануш Кусоћињски (Пољска)        | 19. 6. 1932. | Антверпен, Белгија             |
| 8:18,4  | Хенри Нилсен (Данска)            | 24. 7. 1934. | Стокхолм, Шведска              |
| 8:14,8  | Гунар Хекерт (Финска)            | 16. 9. 1936  | Стокхолм, Шведска              |
| 8:09.0  | Хенри Каларне (Шведска)          | 14. 8. 1940  | Стокхолм, Шведска              |
| 8:01,2  | Гундер Хег (Шведска)             | 28. 8. 1942  | Стокхолм, Шведска              |
| 7:58,8  | Гастон Рајф (Белгија)            | 12. 8. 1949. | Јевле, Шведска                 |
| 7:55,6  | Шандор Ихарош (Мађарска)         | 14. 5. 1955. | Будимпешта, Мађарска           |
| 7:55,6  | Гордон Пири (Енглеска)           | 22. 6. 1956. | Трондхајм, Норвешка            |
| 7:52.8  | Гордон Пири (Енглеска)           | 4. 9. 1956   | Малме, Шведска                 |
| 7:49.2  | Мишел Жази (Француска)           | 27. 6. 1962. | Сен Мор де Фосе, Француска     |
| 7:49,0+ | Мишел Жази (Француска)           | 23. 6. 1965. | Мелен, Француска               |
| 7:46,0  | Зигфрид Херман (Источна Немачка) | 5. 8. 1965.  | Ерфурт, Источна Немачка        |
| 7:39,6  | Кипчоге Кеино (Кенија)           | 27. 8. 1965. | Хелсинборг, Шведска            |
| 7:37,6  | Емиел Путеманс (Белгија)         | 14. 9. 1972. | Орхус, Данска                  |
| 7:35,2  | Брендан Фостер (УК)              | 3. 8. 1974.  | Гејтсхед, Уједињено Краљевство |
| 7:32,1  | Хенри Роно (Кенија)              | 27. 6. 1978. | Осло, Норвешка                 |
| 7:29,45 | Саид Ауита (Мароко)              | 20. 8. 1989. | Келн, Немачка                  |
| 7:28,96 | Мозес Киптануи (Кенија)          | 16. 8. 1992. | Келн, Немачка                  |
| 7:25,11 | Нуредин Морсели (Алжир)          | 2. 8. 1994.  | Монте Карло, Монако            |
| 7:20,67 | Данијел Комен (Кенија)           | 1. 9. 1996.  | Ријети, Италија                |
| 7:17,55 | Јакоб Ингебригтсен (Норвешка)    | 25.8.2024.   | Хожов, Пољска                  |

"+" – време постигнуто у оквиру дуже трке
Од 1981. ИААФ је прихватио електронско мерење времена до стотинке секунде за дисциплине до 10.000 м укључујући и њу.

## Резиме
- Ових 26 ратификованих рекорда постављали су представници 13 различитих земаља.
- Највише успеха имали су представници Финске који су 5 пута обарали рекорде, а следе их представници Шведске и Кеније са по 4 пута.
- Најуспешнији појединац је Финац Паво Нурми који је рекорд обарао 3 пута. Следе га Енглез Гордон Пири и Француз Мижел Жази по 2 пута.
- Рекорди су постизавани 11 пута на стадионима Шведске, Немачке 4 пута и Француске 2 пута..